# Vedersø Klit
Vedersø Klit liegt an der dänischen Nordseeküste zwischen dem Ringkøbingfjord und Nissum Fjord. Es handelt sich um den südlichsten Teil einer größeren Ferienhaussiedlung, 5 km entfernt vom Ort Vedersø und 13 km von Ulfborg. 

## Ortsbild

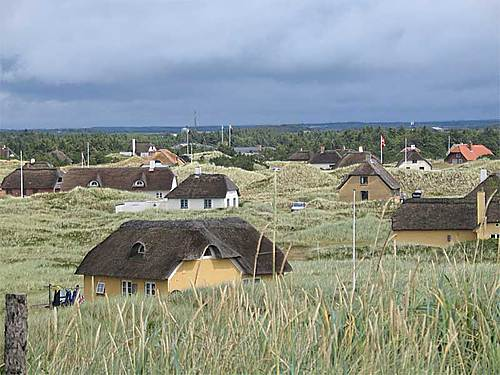
Ferienhäuser in Vedersø Klit

Die Bauordnung schreibt in Vedersø Klit Reetdächer und Mauerwerk vor, wodurch ein einheitlicher und ursprünglicher Gesamteindruck entsteht. Im angrenzenden Vester Husby, Bækby und Græm (Holstebro Kommune) gelten diese Vorschriften ebenfalls.

## See und Seezeichen
Vor Beginn des Tourismus lebten die Bewohner dieser Gegend von Landwirtschaft und Fischerei. Zur Seenotrettung standen gleich hinter den Dünen ein Boot, Seenotrettungsraketen und weitere Ausrüstung zur Verfügung. Parallel zur Strandlinie verlief der Raketvej, um bei einer Havarie schnellstmöglich zum Unfallort zu gelangen. Heute dient der Raketvej als gut ausgebauter Radweg.
Wahrzeichen von Vedersø Klit ist das hölzerne Seezeichen: Die Dreiecks-Bake ist etwa 12 Meter hoch und wurde 1884 aufgestellt. Die Kommune Ringkøbing-Skjern stellte ihre Baken 1997 unter Denkmalschutz. Die fortschreitende Küstenerosion erzwang zuletzt 2011 die Umsetzung der Bake Vedersø landeinwärts. An der dänischen Westküste sind noch elf weitere Seezeichen erhalten. Sie sind in der Form verschieden, um von See unterscheidbar zu sein.

## Atlantikwall-Bunker
Bei Vedersø Klit dringt die Nordsee jährlich etwa einen Meter ostwärts vor. Die Atlantikwall-Bunker, die die deutsche Wehrmacht auf den Dünen errichten ließ, liegen heute draußen auf dem Strand oder sogar im seichten Wasser. Seit Sommer 2013 werden marode Bunker beseitigt, um Badegäste nicht durch Betonreste und Armierungseisen zu gefährden.